# شتراوس زيلنيك
هاري شتراوس زيلنيك (بالإنجليزية: Harry Strauss Zelnick؛ وُلد في 26 يونيو 1957) هو رجل أعمال ومحامٍ أمريكي، ومؤسس والرئيس التنفيذي والشريك الإداري لشركة الاستثمار في الأسهم الخاصة «زد إم سي» (ZMC)، ورئيس مجلس الإدارة والرئيس التنفيذي لشركة ألعاب الفيديو تيك-تو إنتراكتيف، والرئيس السابق لمجلس إدارة مجموعة الإعلام سي بي إس كوربوريشن.

## النشأة والتعليم
وُلد هاري شتراوس زيلنيك في 26 يونيو 1957 في مدينة بوسطن بولاية ماساتشوستس لأسرة يهودية. تُوفيت والدته وهو في العاشرة من عمره، فربّاه عمّه وزوجته، ونشأ في بلدة ساوث أورنج بولاية نيوجيرسي.
تخرّج زيلنيك عام 1975 من مدرسة «كولومبيا الثانوية» في بلدة مايبل وود بولاية نيوجيرسي، ودرس علم النفس واللغة الإنجليزية في جامعة ويسليان بين عامي 1975 و1979، وحصل على درجة بكالوريوس الآداب مع مرتبه الشرف. وخلال فترة دراسته في ويسليان، شغل منصب المدير الوطني للعلاقات العامة في «تحالف طلاب الكليات والجامعات المستقلة» (COPUS). في عام 1979، التحق زيلنيك بكلية إدارة الأعمال وكلية الحقوق في جامعة هارفارد في آن واحد، وحصل على درجة الماجستير في إدارة الأعمال عام 1982، ثم نال درجة الدكتوراه في القانون عام 1983.

## سيرته المهنية
بدأ مسيرته المهنية عام 1983 نائبًا لرئيس المبيعات الدولية للتلفزيون في شركة «كولومبيا بيكتشرز إنترناشونال تيلفجن». وفي عام 1986 انضم إلى شركة «فيسترون إنك» نائبًا أول لرئيس تطوير الشركات، ثم أصبح نائبًا تنفيذيًا للرئيس في العام التالي، وتولّى منصب الرئيس عام 1988، حيث أشرف على جميع العمليات الإدارية للشركة. وفي عام 1989 استقال لينضم إلى شركة توينتيث سنتشوري فوكس رئيسًا ومديرًا تنفيذيًا، قبل أن يغادر المنصب عام 1993 ليتولى قيادة شركة تطوير ألعاب الفيديو كريستال داينامكس.
يدير زيلنيك شركة «زد إم سي» (ZMC) كرئيس تنفيذي وشريك إداري، وهي شركة استثمار في الأسهم الخاصة مقرها نيويورك، وتختص بصفقات الاستحواذ الممولة بالاقتراض ورأس المال النمائي. أسسها عام 2001 برأس مال أولي بلغ 300 ألف دولار أمريكي. وفي 2007، قاد صفقة للاستحواذ على تيك-تو إنتراكتيف جعلته رئيس مجلس إدارتها ومديرها التنفيذي وأكبر مساهم منفرد فيها.
كما شغل رئاسة مجلس إدارة «رابطة برامج الترفيه» (ESA) من يوليو 2014 إلى يوليو 2017، وبحلول عام 2025 لم يعد ضمن مجلس إدارتها أو ضمن «هيئة تصنيف البرمجيات الترفيهية» (ESRB). وفي عام 2018، عُيّن عضوًا في مجلس إدارة شركة «سي بي إس كوربوريشن»، ثم استحوذت شركته «زد إم سي» عام 2021 على حصة مسيطرة في فرقة الكوميديا الارتجالية الأمريكية «ذا سيكند سيتي» التي تتخذ من شيكاغو مقرًا لها.

## الحياة الشخصية
ينحدر من أصول يهودية ويؤكد ارتباطه بها. لديه أربع شقيقات، وشقيق توفي عام 1995. في يناير 1990 تزوج ويندي جاي بيلزبرغ، وأنجبا ابنين وابنة.